# Madba’a
Madba’a (arab. مضبعة) – wieś w Syrii, w muhafazie Hama. W 2004 roku liczyła 857 mieszkańców.